# Худжра-Шах-Муким
Худжра-Шах-Муким (англ. Hujra Shah Muqeem) — город в пакистанской провинции Пенджаб, расположен в округе Окаре.

## Географическое положение
Высота центра НП составляет 174 метра над уровнем моря.

## Демография
Население города по годам:
| 1961 | 1972   | 1981   | 1998   | 2010   |
| ---- | ------ | ------ | ------ | ------ |
| 0    | 16 629 | 24 012 | 47 719 | 72 796 |